# روس ابوت
روس ابوت (متولد راس رابرتز در ۱۸ سپتامبر سال ۱۹۴۷ در الزمر پورت) یک موسیقیدان، کمدین و بازیگر انگلیسی است. او برای نخستین بار در دهه ۱۹۷۰ میلادی به عنوان خواننده و دامر با گروه «بلک ابوتس» مورد توجه مردم قرار گرفت.
او در مجموعه‌های تلویزیونی مختلفی همچون ماجراهای سارا جین، کامیاب‌ها، هتل بابل، در انتهای دوران میانسالی و مارپل آگاتا کریستی نقش داشته‌است.